# Acido esanoico
L'acido esanoico (conosciuto anche come acido caproico o acido capronico) è un acido grasso saturo con sei atomi di carbonio. 

## Fonti
Questo acido si trova nel burro come trigliceride e nei grassi del latte, sia esterificato che come acido libero (in quantità molto minori). Appartenendo alla categoria degli acidi organici, contiene un gruppo carbossilico, e a temperatura ambiente si presenta come un liquido incolore con uno sgradevole odore caprino (da cui il nome).
Rispetto ai suoi omologhi inferiori (propionico e butirrico), la sua solubilità in acqua è leggermente inferiore a causa del crescere della lunghezza della catena alchilica (più idrofoba): esso infatti appartiene alla famiglia degli acidi grassi a catena media (in inglese "Medium Chain Fatty Acids"). I suoi sali con i metalli alcalini (sale sodico o potassico), comunque, sono molto idrosolubili.
È stato isolato come componente volatile nell'aroma di aceto e di papaya. Il suo derivato amminico sul carbonio terminale (acido ε-amminocaproico), è un noto farmaco anti-emorragico (fibrinolitico) conosciuto sotto il brand commerciale di Caprolisin.